# Спасение бара
«Спасение бара» (англ. Bar Rescue) — американское реалити-шоу, транслировавшееся на телеканале Spike в первых пяти сезонах и Paramount Network с шестого сезона и по настоящее время. Роль ведущего исполняет Джон Таффер.
Суть шоу заключается в том, что Таффер предлагает свою помощь барным заведениям, которые находятся на грани банкротства. 
Премьера сериала состоялась 17 июля 2011 года на Spike в США. В Великобритании премьера сериала состоялась на телеканале 5Star, а затем на 5Spike. 
2 июня 2019 года состоялась премьера спин-оффа под названием «Спасение брака» — суть спин-оффа почти идентична оригинальному сериалу, за исключением того, что в спин-оффе занимаются спасением не барных заведений, а браков людей. 
22 сентября 2020 года сообщалось, что восьмой сезон сериала будет транслироваться на другом телеканале компании Viacom. Это решение было вызвано желанием приблизить Paramount Network к фильмам и сериалам со сценарием. Однако эти планы были изменены и восьмой сезон был показан на Paramount Network.

## Формат

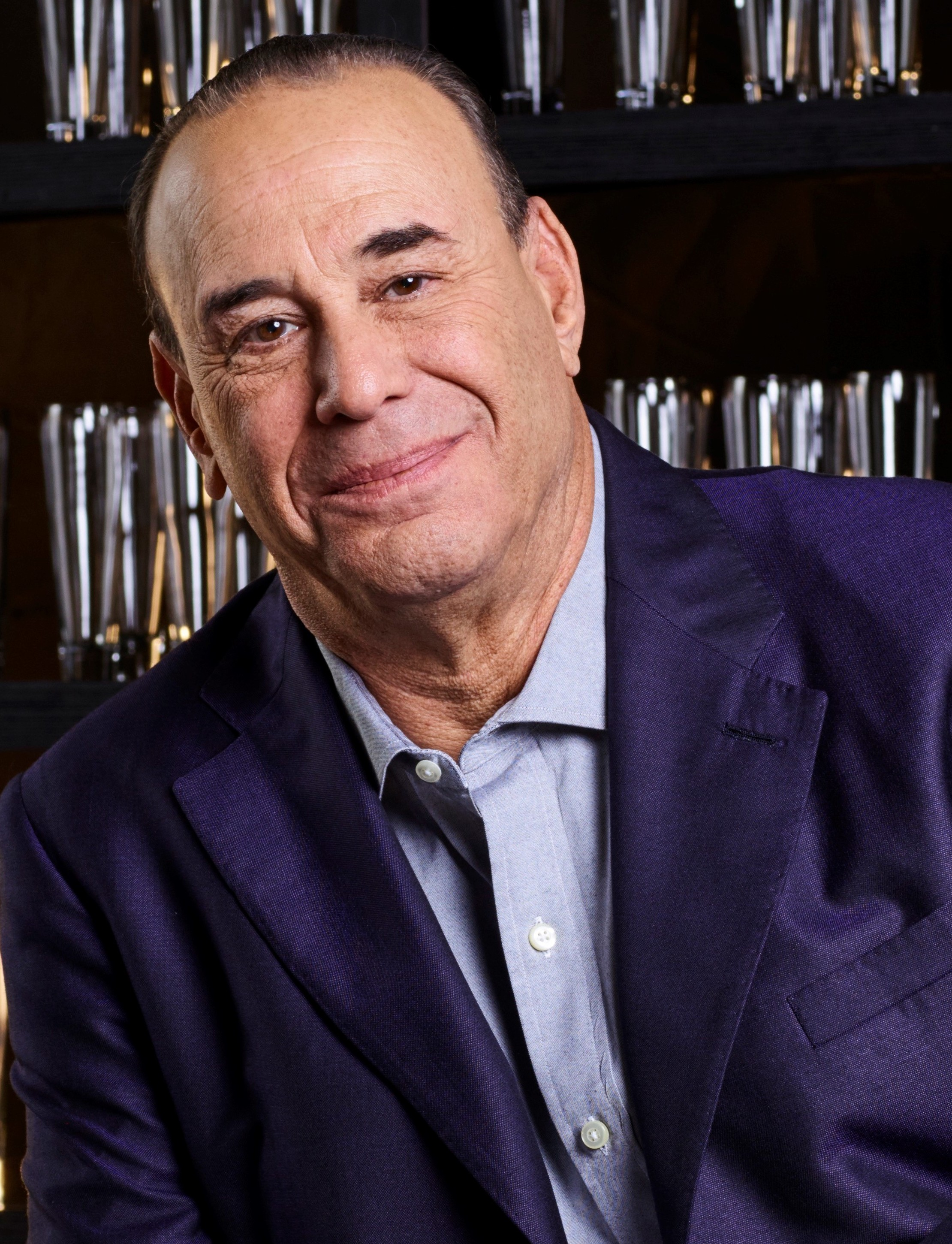
Ведущий Джон Таффер

Роль ведущего в сериале исполняет Джон Таффер — бизнесмен и владелец собственной фирмы, которая занимается барами и ночными клубами. Владельцы баров подают заявку на сайте Paramount Network, чтобы Таффер и его команда экспертов спасли их барное заведение.
Каждый эпизод начинается с того, что Таффер и его команда экспертов навещают барное заведение, нуждающееся в помощи и ремонте. Эксперты, под видом обычных посетителей, делают заказ в баре и выявляют все сильные слабые стороны заведения. При этом, сам Таффер наблюдает за обстановкой с помощью скрытых камер видеонаблюдения. После окончания заказа Таффер посещает бар лично и отчитывается перед хозяевами. Чаще всего Таффер подталкивает владельцев заведений на кардинальные меры для улучшения ситуации, например, на увольнение некомпетентных сотрудников.
После этого эксперты помогают поварам и барменам улучшить качество их работы. Затем Таффер намеренно закрывает заведение на несколько дней, чтобы его эксперты могли изменить название и интерьер бара. После этого Таффер приглашает персонал на экскурсию в их обновлённый бар. В конце каждого эпизода рассказывается дальнейшая судьба бара. При этом, владельцы заведений имеют право на изменение вывески и прочие улучшения бара по своему усмотрению.

## Сезоны
| Сезон | Серии | Серии | Даты показа     | Даты показа      | Даты показа       |
| Сезон | Серии | Серии | Первая серия    | Последняя серия  | Канал             |
| ----- | ----- | ----- | --------------- | ---------------- | ----------------- |
| 1     | 10    | 10    | 17 июля 2011    | 25 сентября 2011 | Spike             |
| 2     | 10    | 10    | 29 июля 2012    | 30 сентября 2012 | Spike             |
| 3     | 40    | 40    | 10 февраля 2013 | 4 мая 2014       | Spike             |
| 4     | 58    | 58    | 5 октября 2014  | 31 июля 2016     | Spike             |
| 5     | 31    | 31    | 7 августа 2016  | 17 сентября 2017 | Spike             |
| 6     | 47    | 47    | 11 марта 2018   | 29 сентября 2019 | Paramount Network |
| 7     | 16    | 16    | 1 марта 2020    | 13 сентября 2020 | Paramount Network |
| 8     | 37    | 37    | 2 мая 2021      | 11 июня 2023     | Paramount Network |
| 9     | 22    | 22    | 25 февраля 2024 | 4 августа 2024   | Paramount Network |

## Производство
В январе 2011 года стало известно, что телеканал Spike заказал 10-серийный первый сезон «Спасения бара». Съёмки первого сезона стартовали в апреле 2011 года. 14 сентября 2011 года было объявлено, что сериал был продлён на второй сезон, премьера которого была назначена на лето 2012 года. Премьера третьего сезона состоялась 10 февраля 2013 года. 9 мая 2013 года стало известно, что Spike продлил сериал на четвёртый сезон.
Премьера четвёртого сезона, состоящего из 58 эпизодов, состоялась 5 октября 2014 года. Четвёртый сезон был разделён на 2 части: первая вышла в эфир в октябре 2014 года, вторая — в феврале 2015 года. Премьера оставшихся эпизодов четвёртого сезона состоялась 21 июня 2015 года. Последний эпизод четвёртого сезона вышел в эфир 31 июля 2016 года.
В мае 2015 года Джон Таффер анонсировал пятый сезон, который должен был состоять из 20 эпизодов, однако, в июле 2016 года Spike объявил, что количество эпизодов в пятом сезоне было увеличено до 30. Тогда же был анонсирован шестой сезон, премьера которого состоялась на новом телеканале Paramount Network в марте 2018 года.
2 мая 2019 года сериал был продлён на седьмой сезон из 12 эпизодов. Премьера седьмого сезона, которая состоялась в 2020 году, на пике пандемии COVID-19, понесла убытки, так как большая часть заведений стала закрываться. Ещё одной проблемой стали ограничения на вынос алкогольных напитков, из-за которых многие барные заведения, которые принимали участие в сериале, не могли использовать рекламу.
В итоге, сериал был продлён на восьмой сезон, но место съёмок было перенесено в Лас-Вегас из-за негативного влияния пандемии на Неваду. 9 февраля 2022 года Paramount Network объявил, что оставшаяся часть эпизодов восьмого сезона выйдет 20 марта 2022 года. Премьера девятого сезона состоялась 25 февраля 2024 года. Тогда же сериал был продлён на десятый сезон, премьера которого назначена на 23 февраля 2025 года.

## Скандалы

### Убийство Уэйна Миллса
Во время съёмок Джон Таффер посетил город Нашвилл, штат Теннеси и помог спасти бар «BoondoxXx BBQ & Juke Joint», переименовав его в «Pit & Barrel». Эпизод с этим баром должен был выйти в эфир 24 ноября 2013 года, но в ночь перед выходом эпизода в эфир владелец бара, Крис Фаррелл, совершил убийство певца Уэйна Миллса во время небольшой ссоры. Spike в срочном порядке перенёс премьеру эпизода, который должен был выходить в прайм-тайм. Однако, в 01:00 ночи эпизод всё же вышел в эфир. В свете обстоятельств телеканал подвергся критике за эту ошибку. После случайного выхода в эфир эпизод больше не повторялся и не появлялся в цифровых магазинах или на Paramount+, хотя его распространяли на сайтах для обмена файлами.
Фаррелл предстал перед судом. По его словам, он совершил убийство в целях самообороны: как он утверждал, Миллс нарушил правила поведения в баре и угрожал ему разбитой бутылкой. В марте 2015 года суд признал Фаррелла виновным в убийстве 2 степени и приговорил его к 20 годам лишения свободы без права на досрочное освобождение. Приговор и наказание были обжалованы, но апелляционный суд оставил их в силе в 2019 году. 
После ареста Фаррелла бар «Pit & Barrel» был закрыт властями. Городские власти пытались продать бар, но никто не хотел его покупать из-за его репутации, а земля в оживлённом районе была дороже, чем сам бизнес. В июле 2016 года бар был снесён и на месте заведения была установлена автопарковка. 

### Инцидент с Полом Уилксом
Доктор Пол Т. Уилкс из адвокатской конторы «Bar 702» подал в суд на Джона Таффера, его жену Николь и продюсерскую компанию Bongo LLC. В 11 эпизоде 3 сезона сериала показано, как Уилкс пристаёт к Николь, а Джон кричит на него в ответ. Однако Уилкс заявил, что продюсеры сами приказали ему вести себя непристойно, отпускать оскорбительные комментарии в адрес женщин и только подтрунивали его. По словам Уилкса, Таффер пришёл, чтобы встретиться с ним, и показал ему записи его прослушиваний, на которых он оскорблял Таффера за его манеру одеваться. Затем Таффер напал на Уилкса с кулаками, что привело к драке, в результате которой Таффер, задыхаясь, упал на пол.
Уилкс заявил, что в результате столкновения он страдал от эмоционального потрясения и таких симптомов, как мигрень, тошнота, рвота, ночных кошмаров, приступы плача, тяжёлая депрессия и приступы паники. Также, Уилкс заявил, что не поблагодарил Джона за спасение своего бара после случившегося. Вскоре дело было закрыто 11 августа 2017 года после того, как Уилкс получил неоглашаемую сумму денег, переданных от Джона. После этого инцидента 11 эпизод 3 сезона сериала больше не транслируется повторно на Paramount Network, не появляется на веб-сайте и в приложениях сети, а также не транслируется на Paramount+. Однако его по-прежнему можно приобрести в цифровых магазинах. Кроме того, эпизод распространялся на файлообменных сайтах.